# Пешчани црв (Дина)
Пешчани црви су измишљене животиње из романа Дина Френка Херберта која настањују планету Аракис.
Пешчани црви нису одувек били ендемични за ту планету. Наиме, сматра се да је тзв. пешчане пастрмке (први стадијум у развитку црва, нешто налик ларви) неко пре више хиљада година донео на Аракис, и да су се тамо развиле. Црви су витални за производњу Зачина. Наиме, поред велике количине кисеоника, нуспродукт њиховог метаболизма је презачинска маса. Претпоставља се да црви ту супстанцу користе за обележавање територије. Презачинска маса се даље прерађује до самог Зачина, који се извози са планете. Црви могу бити дугачки и до осам стотина метара, мада су много чешћи мањи примерци од сто до четири стотине метара. Слободњаци у својим сичевима чувају младе црве, чија је дужина између осам и десет метара, да би уз помоћ њих направили Воду живота, посебну супстанцу која се добија убијањем тог црва. За црве је смртоносна вода. Иако пешчане пастрмке могу да везују влагу из атмосфере и воду из земљишта, сами одрасли црви нису отпорни на њу. Три хиљаде и пет стотина година након доласка Атреида на Аракис, на крају владавине Лета Другог, и последњи црв ће изумрети, а производња Зачина ће коначно престати.